# تام هوکر
تام هوکر (انگلیسی: Tom Hooker؛ زادهٔ ۱۸ نوامبر ۱۹۵۷) یک موسیقی‌دان اهل ایالات متحده آمریکا است.